# Autoportret umjetnika bez brade
Autoportret umjetnika bez brade (fr. Portrait de l'artiste sans barbe) je ulje na platnu nizozemskog slikara Vincenta van Gogha iz rujna 1889. godine, za koje se vjeruje kako je njegov posljednji autoportret. Van Gogh je tijekom svoje slikarske karijere naslikao oko 40 autoportreta, a povjesničar umjetnosti Ronald Pickvance vjeruje da je ovo njegov posljednji autoportret, dok Ingo F. Walther i Jan Hulsker vjeruju kako je to ipak drugi autoportret iz 1889. Naime, Hulsker vjeruje kako je naslikan u Arlesu nakon što se umjetnik morao obrijati po prijamu u bolnicu poslije odsijecanja svog uha, te se može vidjeti na zidu manje verzije slike Soba u Arlesu, koja se nalazi u muzeju d'Orsay u Parizu. No, sigurno je kako je ovu sliku van Gogh darovao svojoj majci za rođendan.
Dana 19. studenoga 1998., sliku su nasljednici Jacquesa Koerfera (Švicarsko-njemačkog kolekcionara i bivšeg predsjednika automobilske tvrtke BMW koji je preminuo 1991.) za 71,5 milijuna $ u aukcijskoj kući Christie's, New Yorku, dospjevši na popis najskupljih slika kao 3. najskuplja slika (4. ako se uzme u obzir inflacija).